# William Keith, 1. Earl Marischal

Familienwappen des William Keith, 1. Earl Marischal

William Keith, 1. Earl Marischal (* nach 1415; † um 1483) war ein schottischer Adliger.

## Leben
Er war der zweitgeborene Sohn des Sir William Keith († 1444) und der Mary Hamilton. Beim Tod seines älteren Bruders Sir Robert Keith († 1446) erbte er von diesem das Staatsamt des Great Marischal of Scotland sowie die Chiefwürde des Clan Keith.
König Jakob II. verlieh ihm spätestens im Juli 1451 den Adelstitel Lord Keith und zwischen dem 5. November 1457 und dem 4. Juli 1458 den Adelstitel Earl Marischal.
Er hatte auch das Amt des Sheriff von Kincardineshire inne, als der er 1454/55 und 1470/71 urkundlich belegt ist.
Er ist letztmals am 10. Dezember 1482 urkundlich belegt und starb spätestens 1483, als sein Sohn William als sein Nachfolger auftrat.

## Ehe und Nachkommen
Er heiratete Margaret Erskine, Tochter des Thomas Erskine, 2. Lord Erskine und der Janet Douglas. Mit ihr hatte er zwei Kinder:
- William Keith, 2. Earl Marischal († 1527);
- Lady Mary Keith ⚭ Sir William Murray of Tullibardine (um 1444–1525).

Aus einer vermutlich unehelichen Beziehung mit Marjorie Fraser hatte er eine Tochter:
- Lady Janet Keith († vor 1504), ⚭ (1) John Leslie, Master of Rothes († vor 1481), ⚭ (2) Thomas Stewart, 2. Lord Innermeath (vor 1461–1513).

Zudem hatte er eine weitere Tochter, wobei unklar ist, wer deren Mutter war:
- Egidia Keith ⚭ James Forbes, 2. Lord Forbes († 1462).

## Forschungsgeschichte
Die ältere geschichtswissenschaftliche Literatur ging noch davon aus, dass er um 1463/64 gestorben sei und von einem gleichnamigen um 1483 gestorbenen Sohn beerbt wurde. Wie erstmals 1927 der Historiker Thomas Innes aufzeigte, handelt es sich bei den beiden um dieselbe Person.